# Kikoe-ōgimi
Kikoe-ōgimi (聞得大君, ryūkyūan : Chifi-ufujin ou Chifijin) est le titre porté par la plus haute prêtresse de la religion ryūkyūane. Bien que le titre soit présent dans des sources parlant de périodes antérieures au Royaume de Ryūkyū, les caractéristiques actuelles de la fonction sont fixées lors de la grande réforme religieuse du début de la seconde dynastie Shō:33.

Kikoe-ōgimi est l’onarigami (おなり神) (la « divinité sœur ») de la personne avec  le plus haut statut dans le Royaume de Ryūkyū : le roi. Elle protège par son pouvoir spirituel non seulement le roi mais aussi l’ensemble du royaume. La fonction est assurée par une femme proche du roi (sœur, reine, fille) ou membre d’une branche mineure de la famille royale:181-182.

Kikoe-ōgimi se trouve au sommet de la hiérarchie des prêtresses noros de l’ensemble du royaume et possède une autorité directe sur elles bien que ce soit le roi qui les nomme. Elle est responsable des cérémonies données dans le site le plus sacré de l’île d’Okinawa qu’est Sēfa Utaki ainsi que dans les dix utakis situés à l’intérieur du château de Shuri.

Kikoe-ōgimi est l’incarnation de trois divinités, qui s’expriment à travers elle : « Shimasenko », « Akeshino » et « Tedashiro ».

## Histoire

### Étymologie et origines
Bien que l’origine du nom soit obscure, une théorie est que kikoe (聞得, ryūkyūan : chifi) serait un préfixe laudatif signifiant « la très célèbre » et kimi (君, ryūkyūan : jin) aurait pour sens « dieu ». Les noros qui s’occupent des rites dans les différents villages du royaume sont elles aussi appelées kimi. L’emphase ōgimi (大君, ryūkyūan : ufujin), littéralement « le grand dieu » traduirait du statut élevé de la personne en question. Les textes qui la mentionnent utilisent le terme Chifi-ufujin-ganashi (聞得大君加那志), -ganashi étant un suffixe honorifique:225,:828,:161-162,:111-113. 
La première mention du nom « Kikoe-ōgimi » se trouve dans la généalogie de la famille Nagahama, qui est considérée traditionnellement comme la plus ancienne généalogie conservée du Royaume de Ryūkyū. Elle mentionne une femme désignée par le titre de Kikoe-ōgimi, « vénérable fille aînée du roi Eisō (r. 1260-1299), ancien roi de Chūzan et roi de Hokuzan ». Très peu de choses sont connues sur les rites et la religion de cette période de l’histoire ryūkyūane mais il semble qu’il s’agisse d’un titre commun à toutes les prêtresses qui servent d’onarigami à un roi:162-165,:22-55.

### La seconde dynastie Shō

#### Réforme religieuse
Le roi Shō Shin (r. 1477-1526) instigue une réforme politique et religieuse incluant une centralisation de l’administration politique et une unification de la religion. C’est à cette occasion que le réseau hiérarchique des noros est créé pour organiser les nombreuses prêtresses du royaume et que la prêtresse Kikoe-ōgimi, jusque là onarigami du roi présidant les cérémonies religieuses de la famille royale, est installée à la tête de cette hiérarchie:33,:182.

Jusqu’alors les prêtresses les plus puissantes du royaume avaient été celles aux postes de sasukasa (佐司笠/ 差笠, ryūkyūan : sashikasa) et de aoriyahe (阿応理屋恵/煽りやへ, ryūkyūan : ōrē), qui sont désormais placées au deuxième rang derrière la kikoe-ōgimi:106-168.
Sur la stèle de Tamaudun, datée de 1501, qui précise le nom des personnes autorisées à être enterrées dans le mausolée, la sœur de Shō Shin est mentionnée comme Kikowe ookimi no anshi Otochitonomoikane (きこゑ大きみあんしおとちとのもいかね):131. 

#### Caractéristiques du poste
Kikoe-ōgimi est avant tout la divinité protectrice du roi : ses prières sont destinées à lui apporter longue vie, santé et prospérité. Elle assure également la prospérité des récoltes du royaume et la sécurité des voyages en mer. Elle participe à de nombreuses cérémonies, menées quotidiennement dans sa propre résidence ou au château de Shuri, mais également à des pèlerinages dans divers lieux sacrés qui peuvent se dérouler une à deux fois par an, ou de manière plus espacée. 
Plusieurs noms divins sont attribués à Kikoe-ōgimi : « Shimasenko », « Akeshino » et « Tedashiro », qui sont les trois divinités qui s’expriment à travers elle. Le nom divin de « Shimasenko Akeshino » est également celui qui était utilisé par la très respectée noro de Jichaku. Le troisième nom divin de « Tedashiro » (lit. « le réceptacle spirituel du soleil ») avait été jusqu’alors celui de la noro de Baten, qui l’abandonne au profit de Kikoe-ōgimi. Fuyū Iha pense qu’il s’agit là d’une volonté de conserver le concept religieux existant dans la structure nouvellement créée. 
Lors de son intronisation, Kikoe-ōgimi reçoit le fief du magiri de Chinen et diverses autres terres dans le royaume, qui correspondaient à un revenu en taxes d’une valeur totale de 200 à 500 kokus:263.
En 1509, lorsque le roi Shō Shin codifie le type de jīfā autorisé pour chaque rang de noblesse, il précise dans la loi que Kikoe-ōgimi porte « une large jīfā d’or avec des dragons et des fleurs ». 
Le Kyūyō indique qu’en 1677 le roi Shō Tei décide que seules les reines pourront être promues au rang de kikoe-ōgimi, mais cette réforme ne fut jamais appliquée et le poste a continué à être attribué à des filles ou sœurs de rois également:131.
In 1732, le roi Shō Kei nomme un médecin de permanence qui reste constamment dans la résidence de Kikoe-ōgimi pour veiller sur sa santé et celle de sa maisonnée:131. 

#### Les kikoe-ōgimis de la seconde dynastie Shō
Utuchitunumuigani (音智殿茂金), la sœur du roi Shō Shin, a été la première kikoe-ōgimi à la tête de la nouvelle structure religieuse voulue par le roi. Après la mort de Shō En, le premier roi de la seconde dynastie Shō, le pouvoir passe aux mains de son frère cadet Shō Sen'i, mais Utuchitunumuigani, qui occupe déjà le poste de kikoe-ōgimi en tant que fille du roi précédent, indique que les dieux sont opposés à cette succession et qu’ils préfèrent voir Shō Shin, le fils de Shō En, monter sur le trône. Shō Sen’i abdique en faveur de son neveu, démontrant le pouvoir politique important détenu par les prêtresses de la religion ryūkyūane:33,:828-829.
Quinze générations de kikoe-ōgimis se succèdent jusqu’à la chute du Royaume de Ryūkyū en 1879. La famille Shō est alors envoyée en exil à Tōkyō.
Après l’annexion du royaume par le Japon, plusieurs prêtresses locales revendiquent le titre de Kikoe-ōgimi, bien que les femmes de la famille Shō en exil à Tōkyō continuent à assumer le rôle et les fonctions religieuses associées:131.
En 1924, la princesse Amuro réussit à obtenir l’autorisation de se rendre, seule, à Okinawa, où elle visite officieusement Sēfa Utaki pour son intronisation. La cérémonie est écourtée à une journée et aucune des noros n’est autorisé à l’assister. Il s’agit de la dernière cérémonie d’intronisation de Kikoe-ōgimi en date.
Au début des années 2000, à la suite de la confusion provoquée par la multiplication des kikoe-ōgimis auto-proclamées, Hiroshi Shō, chef de la famille Shō toujours en exil à Tōkyō, nomme officiellement sa sœur Keiko Nozu (1947-2019) comme nouvelle Kikoe-ōgimi. Il nomme également retroactivement sa tante Fumiko Ii, qui avait officieusement assumé le rôle avant Keiko, jusqu’à sa mort en 2004.

Keiko Nozu est la première kikoe-ōgimi à revenir régulièrement sur Okinawa pour assurer les cérémonies sur place. La kikoe-ōgimi actuelle est Maki Shō, fille de Mamoru Shō, actuel chef de la famille Shō toujours en exil à Tōkyō,,.

#### Liste deskikoe-ōgimisde la seconde dynastie Shō
Vingt-et-une femmes de la famille Shō se sont succédé au poste de Kikoe-ōgimi depuis le règne de Shō Shin:161-162,:615,:416. 
| Gén. | Nom divin     | Titre                                                     | Warabi-naa ou nom personnel                  | Naiss. | Mort    | Intronisation                | Notes |
| ---- | ------------- | --------------------------------------------------------- | -------------------------------------------- | ------ | ------- | ---------------------------- | --- |
| 1    | Gessei (月清) |                                                           | Utuchitunumuigani (音智殿茂金)               | ?      | ?       | pendant le règne de Shō Shin | fille de Shō En, sœur de Shō Shin |
| 2    | 梅南          | Minema-chifiufujin-ganashi (峯間聞得大君加那志)           | Makadutaru (真加戸樽)                        | ?      | 1577    | pendant le règne de Shō Gen  | fille de Urasoe Chōman (浦添朝満) |
| 3    | 梅岳          | Mawashi-chifiufujin-ganashi (真和志聞得大君加那志)        |                                              | ?      | 1605    | 1577                         | reine de Shō Gen, petite-fille de Urasoe Uēkata |
| 4    | 月嶺          |                                                           | Uminta (思武太)                              | 1584   | 1653    | 1605                         | fille de Shō Ei, épouse de Prince Ufusato Chōchō (大里王子朝長) (Oroku Udun) |
| 5    | 円心          |                                                           |                                              | 1617   | 1677    | 1653                         | fille du prince Kin Chōtei (尚盛 金武 王子 朝貞, Shō Sei Kin Wōji Chōtei) (Kin Udun), épouse du prince Kunigami Seisoku (馬国隆 国頭王子正則, Ba Kokuryū Kunigami Wōji Seisoku) (Kunigami Udun) |
| 6    | 月心          | Seigneur d’Okuma (奥間按司加那志, Okuma Aji-ganashi)      | Umimachirugani (思真鶴金)                    | 1645   | 1703    | 1677                         | reine de Shō Tei, fille de Ginowan Seishin (宜野湾親方正信, Ginowan Uēkata Seishin) (Sakuma Dunchi)                                                                                             |
| 7    | 義雲          |                                                           | Umitugani (思戸金)                           | 1664   | 1723    | 1703                         | épouse du prince héritier Shō Jun et mère de Shō Eki, fille de Yuntanza Seiin (毛思義 読谷山親方盛員, Mō Shigi Yuntanza Uēkata Seiin)                                                           |
| 8    | 坤宏          |                                                           | Umimachirugani (思真鶴金)                    | 1680   | 1765    | 1723                         | reine de Shō Eki et mère de Shō Kei, fille de Gushikawa Seishō (毛邦秀 具志川親方盛昌, Mō Hōshū Gushikawa Uēkata Seishō) (Inoha Dunchi)                                                         |
| 9    | 仁室          |                                                           | Umikamitarugani (思亀樽金)                   | 1705   | 1779    | 1766                         | reine de Shō Kei et mère de Shō Boku, fille de Nakasato Ryōchoku (馬如飛 仲里親方良直, Ma Rufei Nakasato Uēkata Ryōchoku) (Oroku Dunchi)                                                        |
| 10   | 寛室          | Princesse Tsukazan (津嘉山翁主, Tsukazan Ōshu)            | Machirugani (真鶴金)                         | 1719   | 1784    | 1780                         | fille de Shō Kei, épouse de Sai Yi (蔡翼 具志頭親方廷儀, Sai Yi Gushichan Uēkata Teigi) (Gushichan Dunchi)                                                                                      |
| 11   | 順成          | Princesse Zukeran (瑞慶覧翁主, Zukeran Ōshu)              | Umitugani (思戸金)                           | 1721   | 1789    | 1784                         | fille de Shō Kei, épouse de Ie Chōki (向依仁 伊江王子朝倚, Shō Yiren Ie Wōji Chōki) (Ie Udun)                                                                                                   |
| 12   | 徳澤          |                                                           | Manabitarugani (真鍋樽金)                    | 1762   | 1795    | 1789                         | reine de Shō Tetsu, fille de Shō Bunryū (尚文龍 高嶺按司朝京, Shō Bunryū Takamine Aji Chōkyō)                                                                                                   |
| 13   | 法雲          |                                                           | Umikamitaru (思亀樽)                         | 1765   | 1834    | 1789                         | fille aînée de Shō Boku, épouse Jana Chōboku (向克相 識名親方朝睦, Shō Kokushō Jana Uēkata Chōboku) (Jana Dunchi)                                                                               |
| 14   | 仙徳          | Seigneur de Sashiki (佐敷按司加那志, Sashiki Aji-ganashi) | Umikamitaru (思亀樽)                         | 1785   | 1869    | 1834                         | reine de Shō On, fille de Kunigami Chōshin (國頭親方朝愼, Kunigami Uēkata Chōshin) (Urasoe Dunchi)                                                                                              |
| 15   |               | Princesse Nakaima (仲井間翁主, Nakaima Ōshu)              | Machirugani (真鶴金)                         | 1817   | ?       | 1870                         | fille de Shō Kō, épouse Tamagusuku Chōchoku (向崇德 玉城按司朝敕, Shō Sutoku Tamagusuku Aji Chōchoku) (Tamagusuku Udun)                                                                         |
| 16   |               | Princesse Asato (安里翁主, Asato Ōshu)                    | Mōshigani (真牛金)                           | 1825   | 1909    | ère Meiji                    | fille de Shō Kō, épouse Ōgimi Chōhei (向氏大宜見按司朝平, Shō shi Ōgimi Aji Chōhei) (Ōgimi Udun)                                                                                                |
| 17   |               | Princesse (安室翁主, Amuro Ōshu)                          | Manabitaru (真鍋樽)                          | 1874   | 1944    | ère Taishō                   | fille de Shō Tai, épouse Ie Chōyu (伊江朝猷) |
| 18   |               |                                                           | Nobuko Nakijin (今帰仁 延子, Nakijin Nobuko) | 1887   | 1967    | 1944                         | fille de Shō Ten, épouse Nakijin Chōei (今歸仁朝英) (Nakijin Udun) |
| 19   |               |                                                           | Fumiko Ii (井伊文子, Ii Fumiko)              | 1917   | 2004    | ?                            | fille de Shō Shō, femme de lettres |
| 20   |               |                                                           | Keiko Nozu (野津 圭子, Nozu Keiko)           | 1947   | 2019    | ?                            | fille de Hiroshi Shō |
| 21   |               |                                                           | Maki Shō (尚 満喜, Shō Maki)                 | 1984   | vivante | 2019                         | fille de Mamoru Shō |

## Cérémonies

### Intronisation
L’intronisation de Kikoe-ōgimi est appelée uārauri (御新下) (lit. « la nouvelle descente »). Les détails sont essentiellement connus grâce à un rapport détaillé de la cérémonie pour l’intronisation de la quatorzième kikoe-ōgimi, reine de Shō On, le Journal de l’uārauri de Kikoe-ōgimi-ganashi (聞得大君加那志 御新下日記]). 

Les préparatifs pour la cérémonie prennent environ six mois, avec la rénovation des routes et la construction de résidences temporaires dans plusieurs endroits sur le chemin de la procession qui conduit la future kikoe-ōgimi de Shuri à Sēfa Utaki. Le bois pour ces résidences est coupé dans les forêts du nord de l’île et est l’objet du rituel Kinjan sabakui (国頭サバクイ) avant et pendant son transport. Du sable de l’île sacrée de Kudaka est également transporté jusqu’à Sēfa Utaki et répandu sur le sol à l’endroit où se déroulera la cérémonie:150,:270-274,:271. 

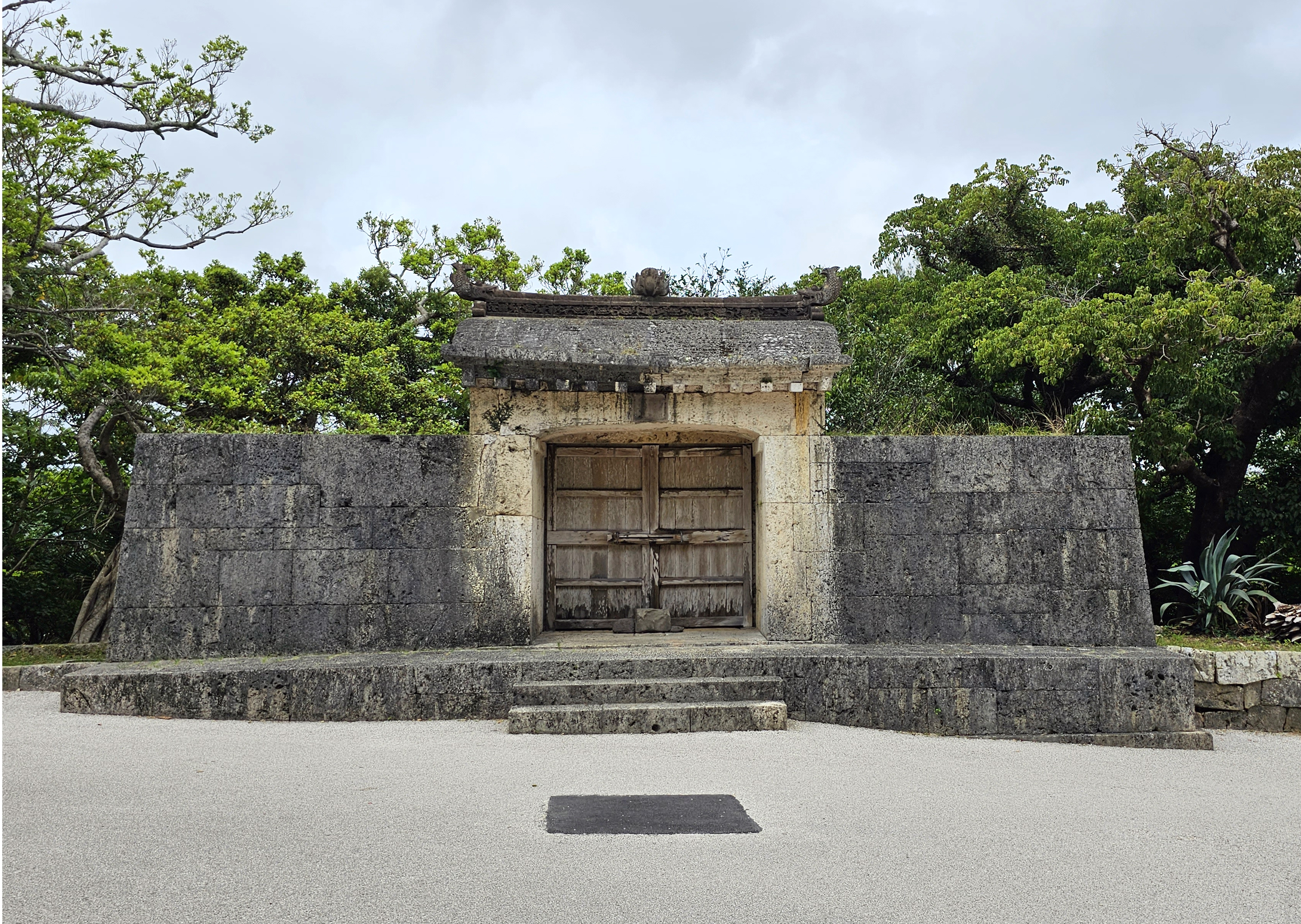
Sunuhyan Utaki.

La future kikoe-ōgimi quitte sa résidence avec sa suite tôt le matin et se rend au château de Shuri. Après plusieurs cérémonies menées dans le château de Shuri et à Sunuhyan Utaki (園比屋武御嶽), la future kikoe-ōgimi se rend montée sur un cheval blanc à Yonabaru, accompagnée par les chants (kuēna) de sa suite de noros et prêtresses secondaires. 
À Yonabaru, elle est accueillie par la noro de Ufuzato-haebaru (大里南風原ノロ) et ses suivantes, toutes vêtues de blanc. La future kikoe-ōgimi se rend au site sacré de Udun’yama où elle reçoit l’ubīnadi (御水撫でぃ) (on frotte son front avec de l’eau sacrée) puis elle va à la source sacrée Uya-gā (親川) où elle se purifie. Les noros et les autres prêtresses dansent et chantent devant la résidence temporaire qui a été construite pour l’occasion. Dans l’après-midi, elle quittent Yonabaru sous l’égide de la noro de Ufuzato-haebaru et forment une procession pour rejoindre Sēfa Utaki.
La noro de Chinen-Tamagusuku (知念玉城ノロ) et ses suivantes les accueillent à la frontière entre les magiris de Sashiki et Chinen. La future kikoe-ōgimi descend de cheval et est installée dans une chaise à porteurs. La procession arrive à Sēfa Utaki dans la soirée. 
Après une pause dans la résidence temporaire qui a été construite devant Sēfa Utaki, la cérémonie se tient de nuit. La noro de Kudakajima-Kudaka (久高島久高ノロ) arrive dans la nuit, montée sur un cheval blanc, elle est accueillie par la noro de Chinen-Tamagusuku et ses suivantes. 

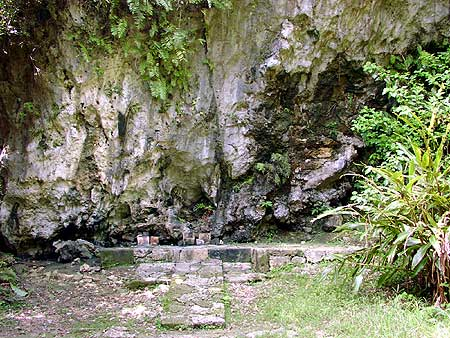
Ufu-gūi

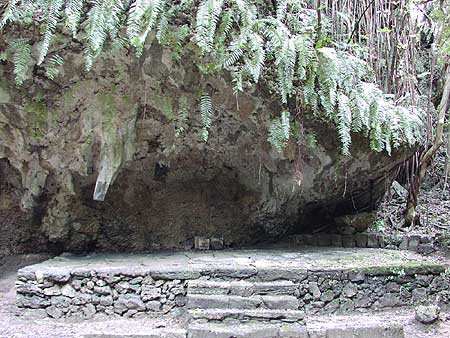
Yuinchi

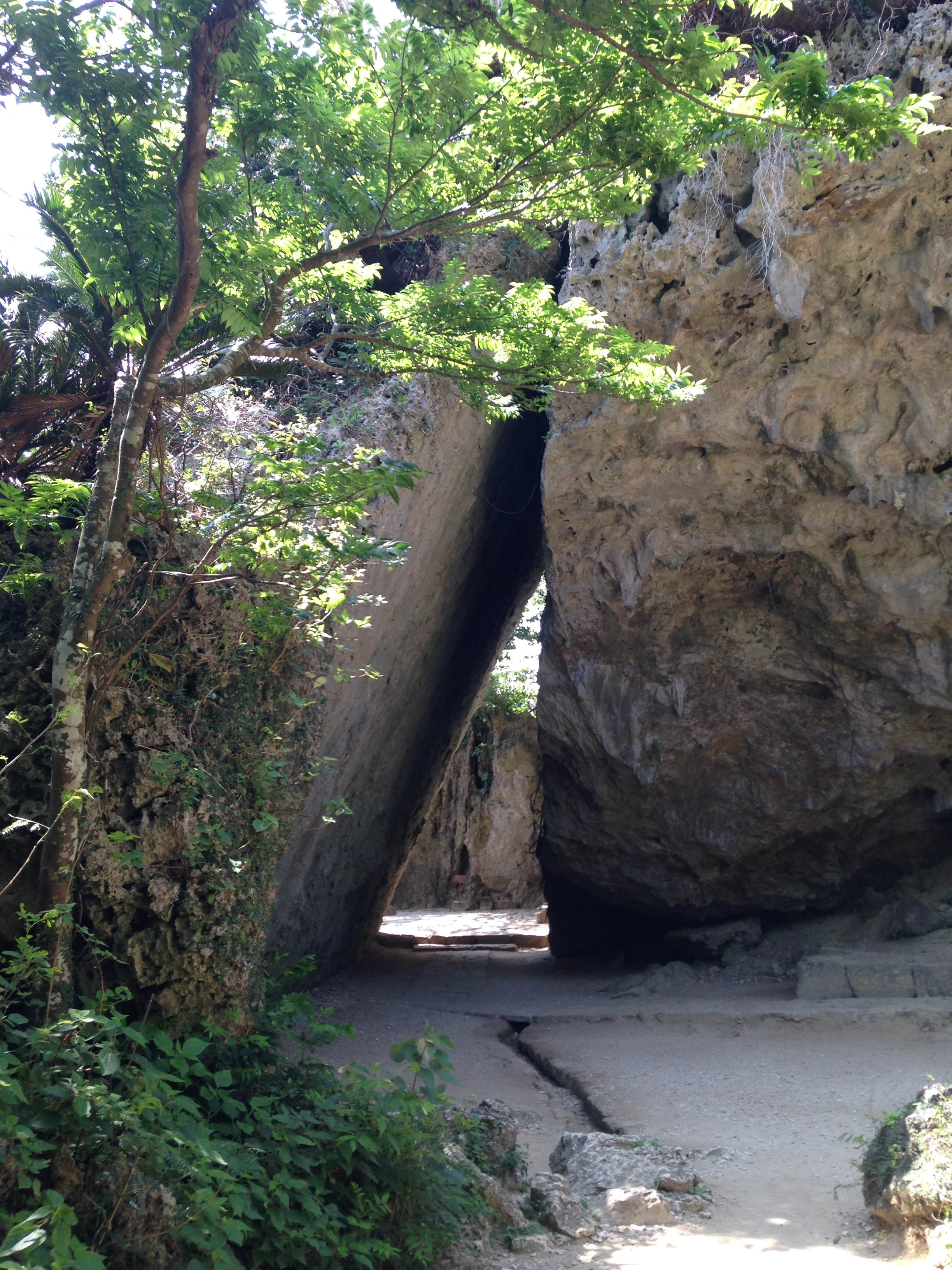
Sangūi

La procession compte environ soixante-dix noros et prêtresses, qui escortent la future kikoe-ōgimi de la résidence temporaire jusqu’au site sacré d’Ufu-gūi (大庫裡) en chantant. La procession se rend sur les sites sacrés de Yuinchi (寄満) et Sangūi (三庫裡) avant de retourner à Ufu-gūi. La cérémonie d’intronisation propre se déroule à Ufu-gūi, elle est présidée par la noro de Kudakajima-Kudaka, assistée de la noro de Chinen-Tamagusuku. La future kikoe-ōgimi est installée sur un trône et les noros s’assoient en cercle autour d’elle. La noro de Kudakajima-Hokama (久高島外間ノロ) pose une couronne royale sur la tête de la future kikoe-ōgimi pendant que les prêtresses chantent et dansent autour. Avant l’aube, la future kikoe-ōgimi retourne à la résidence temporaire où un paravent doré cachant un lit avec un oreiller doré a été installé. C’est là que les dieux descendent et s’incarnent en elle dans un rite de mariage céleste.
À l’aube, toutes les noros et Kikoe-ōgimi accueillent le lever du soleil.
Vers midi, la procession visite le gusuku de Tamagusuku (玉城グスク), les sources sacrées de Ukinju-hainju (受水走水) et le gusuku de Minton (ミントングスク) avant de rentrer au soir à Shuri.
Une fois la cérémonie d’uārauri terminée, la nouvelle kikoe-ōgimi est considéerée comme l’égale des dieux. Après cette intronisation Kikoe-ōgimi assume son rôle jusqu’à sa mort,,,:364,:78,:247, 275-277, 278-338.

### Pèlerinage Agari-umāi
Kikoe-ōgimi, accompagnée du roi, participait une fois par an lors du quatrième mois du calendrier lunaire au pèlerinage Agari-umāi (東御廻) pendant lequel elle visitait quatorze lieux sacrés en relation avec la déesse Amamikiyo entre le château de Shuri et Sēfa Utaki. Elle quittait Shuri après des dévotions à Sunuhyan Utaki (園比屋武御嶽) et visitait le site sacré d’Udun’yama (御殿山) et la source sacrée de Uya-gā (親川) à Yonabaru et les sites sacrés de Baten Utaki (場天御嶽) et Sashiki Uī-gusuku (佐敷上グスク) à Sashiki avant de se rendre dans le magiri de Chinen où elle priait à la source sacrée Tida-ukkā (ティダ御川) avant de pénétrer dans Sēfa Utaki. Là, elle menait des rituels dans six lieux sacrés différents (ibi), priant pour la prospérité et sécurité du royaume, de bonnes récoltes et la sécurité des voyages maritimes. 

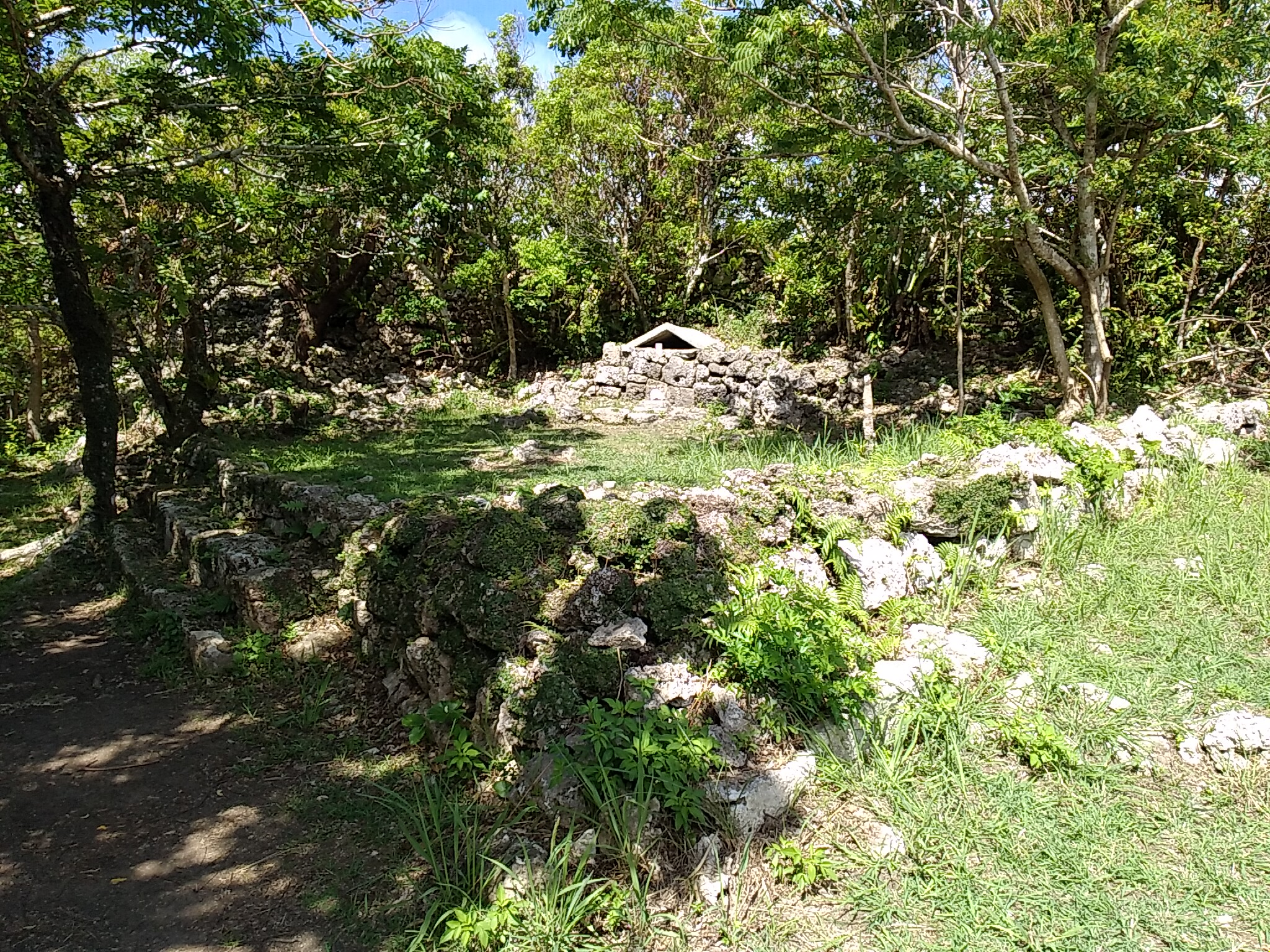
Amatsugiamatsugi Utaki in Tamagusuku Gusuku

Après les cérémonies à Sēfa Utaki, elle se rendait au gusuku de Chinen (知念グスク), à la source sacrée de Chinen-ukkā (知念大川), aux sources sacrées de Ukinju-hainju (受水走水), à Yaharazukasa (ヤハラヅカサ), à Hama-gā-utaki (浜川御嶽), au gusuku de Minton (ミントングスク) et enfin au gusuku de Tamagusuku (玉城グスク),,:263.

### Pèlerinage sur l’île de Kudaka
Kikoe-ōgimi se rendait sur l’île de Kudaka (久高島) une fois tous les deux ans pendant le deuxième mois du calendrier lunaire. Elle était autorisée à prélever du sable de cette île sacrée pour le répandre sur le sol des autres utakis du royaume. Lors de ces voyages, une habitation temporaire était bâtie à Udun’yama (御殿山) à Yonabaru et Kikoe-ōgimi prenait la mer à cet endroit,,:263.

### Cérémonies au château de Shuri

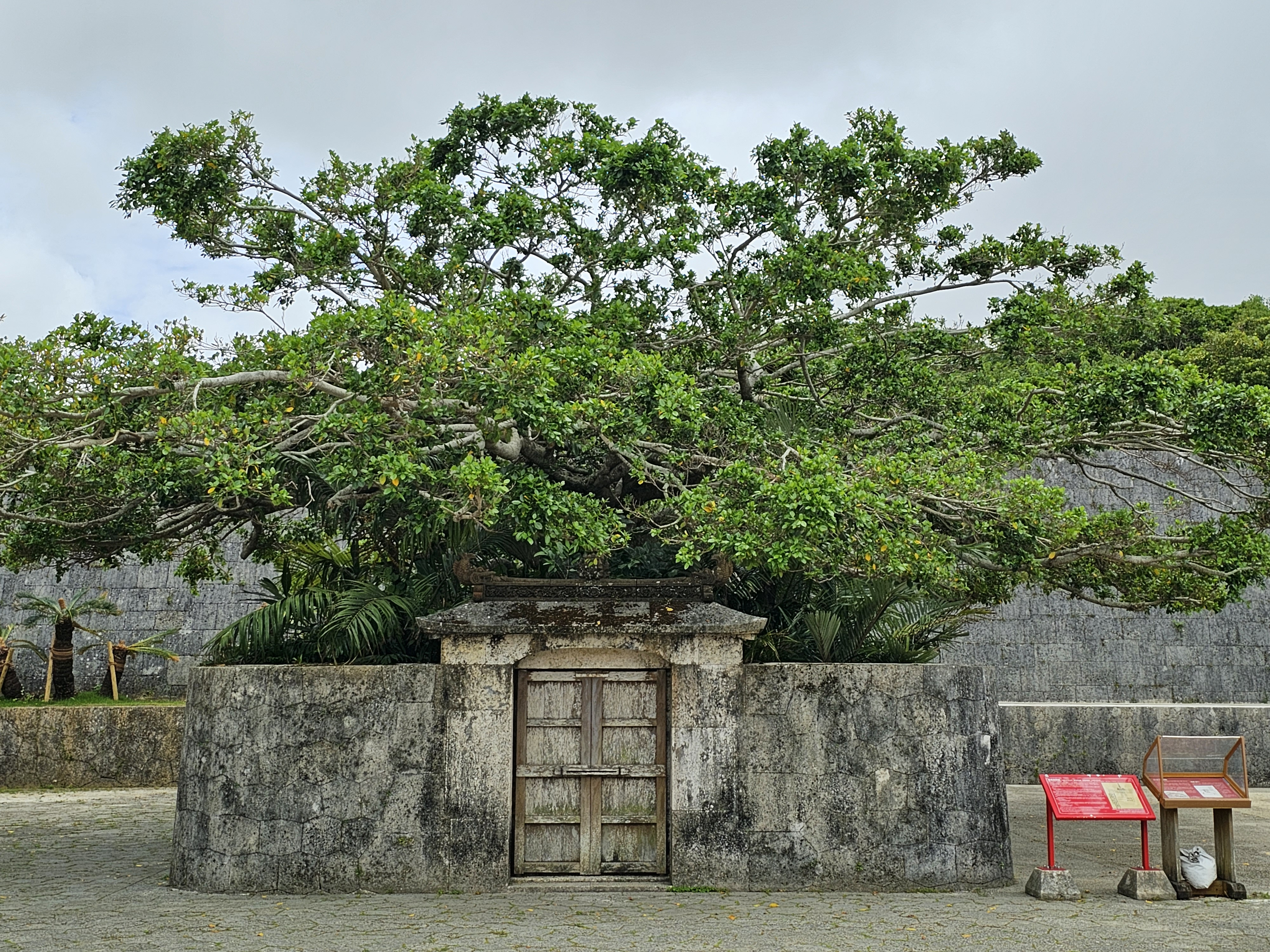
Shui-mui Utaki

Il y a dix utakis situés à l’intérieur du château de Shuri, desquels Kikoe-ōgimi était responsable : Akatauchiyau-nu-utaki (あかた御ぢやうの御嶽/赤田御門の御嶽), Mimonouchi-utaki (みもの内御嶽), un utaki sans nom situé près de la porte Yosufichi-ujō (寄内御門), Yosufichi-nu-utaki (寄内の御嶽), les quatre utakis de Kiyau-nu-uchi (京の内) (Madangusuku-nu-utaki (真玉城の御嶽) et trois utakis sans nom) et Shui-mui-utaki (首里森御嶽).
Des rituels pour assurer la bonne santé du roi, la prospérité du royaume, de bonnes récoltes et la sécurité lors des voyages en mer se déroulent dans ces utakis,:102.

### Cérémonies àEboshigawa-nu-Utaki(エボシガワノ御嶽?)
Ce site sacré est une source située au pied de la colline Untamamui (運玉森) à Nishihara. Il est le lieu d’une légende de la robe de plume similaire à celle de la source Morinokawa (森之川) à Ginowan. Kikoe-ōgimi visitait le site pendant le deuxième et le troisième mois lunaire tous les ans pour une cérémonie d’ubīnadi (御水撫でぃ). À partir de 1691, la cérémonie n’a plus lieu qua tous les trois ans:294. 

### Cérémonies domestiques
Les cérémonies domestiques dans sa résidence étaient assurées par Kikoe-ōgimi, les femmes de sa famille proche, des prêtresses de haut rang et de nombreuses suivantes.
La résidence de Kikoe-ōgimi abritait quatre autels de dieux : 
- Benzaiten-ganashi-mae (弁財天加那志前?) ou Mi-osuji-omae (美御すし御前?)
- O-hitsubo-suji-ganashi-mae (御火鉢御すじ加那志前?) ou O-hitsubo-omae (御火鉢御前?)
- Kane-no-osuji-ganashi-mae (金の御すじ加那志前?) ou Kane-no-mi-osuji-omae (金之美御すし御前?)
- Chifi-ufujin-ganashi-mae-osuji-okami-ganashi-mae (聞得大君加那志前御すじ御神加那志前?) ou Chifi-ufujin-mi-osuji-omae (聞得大君美御すし御前?)

Kikoe-ōgimi priait les quatre dieux tous les jours pour obtenir la santé pour le roi et les princes, de bonnes récoltes d’orge, riz et igname et la sécurité pour les voyages maritimes dans les eaux nationales et internationales. 
Des prières spéciales étaient également adressées à  O-hitsubo-suji-ganashi-mae et Kane-no-osuji-ganashi-mae les premiers, septièmes et quinzièmes jours de chaque mois, toujours pour obtenir la santé pour le roi et les princes, mais aussi pour elle même, ainsi que la capacité pour les membres de l’administration royale et le peuple de mener à bien leurs tâches respectives:131-132.

## Politique
Il y a plusieurs exemples de cas où Kikoe-ōgimi est intervenue directement dans les affaires politiques du royaume. La première Kikoe-ōgimi, Utuchitunumuigani, est directement responsable de l’abdication du roi Shō Sen’i en faveur de son neveu Shō Shin en 1477:33. 
En 1500, Kikoe-ōgimi indique à Shō Shin qu’une campagne militaire contre Yaeyama ne sera victorieuse que s’il part accompagné de la noro de l’île de Kume:36.

## Résidence
Kikoe-ōgimi avait sa propre résidence, Chifijin Udun (聞得大君御殿), située à l’est du château de Shuri, qui comprenait un temple en plus de l’habitation de la prêtresse. 
La tradition prétend que Chifijin Udun a été longtemps inclus à l’intérieur du château de Shuri avant d’être déplacé mais il n’existe aucun document conservé attestant cette théorie:131. 
La première mention de la résidence sur une carte la place dans le village de Teshiraji (汀志良次). La carte mentionne la location de « l’ancien Chifijin Udun » et les « zones de réserves autour de l’ ancien Chifijin Udun » : cette résidence a été incendiée en 1609 lors de l’invasion de Satsuma et reconstruite ensuite à l’emplacement de l’ancien Yuntanja Udun. En 1706, Chifijin Udun est transféré pendant un temps dans le village voisin de Ufuchun (大中村). En 1730 une nouvelle résidence est construite environ 150 m à l’est de la première à Teshiraji.
Une cloche est installée dans la zone de réserve à gauche de Chifijin Udun pour prévenir la population en cas d’incendies.
Après l’annexion par le Japon, le temple est transféré à Nakagusuku Udun (中城御殿), une autre résidence de la famille royale, et  Chifijin Udun est rasé vers la fin de l’ère Meiji. Le site de la résidence de 1730 est actuellement sous le terrain de sport du collège de Shuri (首里中学校),,:123, 131-132. 